# Solpugema spectralis
Espèce
Synonymes
- Solpuga spectralis Purcell, 1899

Solpugema spectralis est une espèce de solifuges de la famille des Solpugidae.

## Distribution
Cette espèce est endémique d'Afrique du Sud.

## Description
Le mâle holotype mesure 28 mm.

## Publication originale
- Purcell, 1899 : New and little known South African Solifugae in the collection of the South African Museum. Annals of the South African Museum, vol. 1, p. 381-432 (texte intégral).